# Professor Chaos
Professor Chaos is aflevering #606 (nr. 85) van de animatieserie South Park. In Amerika werd de aflevering voor het eerst uitgezonden op 10 april 2002.

## Verhaal
Cartman, Kyle en Stan nodigen Butters uit om over de manier te praten hoe hij sinds de dood van Kenny als vervangvriend is opgetreden in de vorige vijf afleveringen. Ze zijn alle drie van mening dat Butters' pogingen, hoe aardig ze ook zijn bedoeld, niet lukken en ze besluiten hem te ontslaan.
Hierdoor wordt Butters zeer boos: hij wil niet meer alles doen wat iedereen hem vraagt. Hij wil de wereld in chaos storten. Hij wordt de ergste superschurk aller tijden. Hij maakt van oude kleren en zilverpapier een pak voor zichzelf. Voortaan zal hij, Butters, in de wereld chaos brengen met zijn alter ego Professor Chaos.
Cartman, Kyle en Stan houden ondertussen een soort afvalwedstrijd met 20 kandidaten, onder wie een paar kleuters en Kyles broertje Ike, Damien, de zoon van de duivel en Stans vriendin Wendy Testaburger, om te kijken wie de nieuwe vierde vriend kan worden. Ze beginnen met in het pretpark om te kijken wie het beste zijn.
Professor Chaos gaat zijn eerste misdaad uitvoeren: hij gaat een soeprestaurant binnen en verwisselt twee soepkommen met soep erin. Daardoor moeten de serveersters er even over doen om te kijken wie de foute soep hebben. Chaos verkondigt lachend aan het hele restaurant dat hij voortaan in de wereld chaos zal brengen en dan rent hij het restaurant uit.
Nadat Cartman, Stan en Kyle met al hun mogelijke vrienden naar het park zijn gegaan houden ze, op Idols-achtige manier, interviews over die dag. Ze zijn het allen eens dat Jimmy er het beste uitstak als vriend. Ook Towelie, Tweek en Timmy deden het goed.
Bij de eerste verkiezing van de nieuwe vrienden gaan deze uiteindelijk door:
Token, Clyde, Craig, Timmy, Pip, Jimmy, Jason, Towelie, Lowigie, en Tweek.
Ondertussen komt Butters erachter dat zijn daden niet in de krant staan en dat de media ze verzwijgen om paniek te voorkomen. Hij zal ze nog erger moeten maken.
De overgebleven kandidaten worden getest op hoe ze het doen bij het wachten op de bus, in de klas met antwoorden doorgeven en met de ruzies van Cartman en Kyle oplossen. Als ze in de klas zitten is Mrs. Choksondik haar bordenwisser kwijt (Professor Chaos heeft hem gestolen om te veel informatie op het bord te laten komen en de hersenen van al zijn klasgenoten te laten overbelasten). Mrs. Choksondick heeft echter nog een reserve. Butters verkleedt zich snel in de wc en steelt ook de reserve.
's Avonds gaat Butters beginnen om van zijn hamsters zijn hulpjes te maken. Maar zijn moeder brengt hem een brief waarin staat dat iemand het geheim weet en hem wil ontmoeten bij de South Park havens. De brief kwam van een van de kleuters: Dougie. Dougie wil echter Chaos niet verraden maar zich bij hem aansluiten. Chaos accepteert het onmiddellijk en Dougie wordt Generaal Disarray.
Bij de tweede verkiezing gaan uiteindelijk deze door:
Token, Timmy, Tweek, Pip, Towelie, en Jimmy.
Ze gaan naar de zwem- en de talentcompetitie. Token blijkt hieruit duidelijk de winnaar. Ze gaan ook nog naar een honkbalspel, waarin Pip gediskwalificeerd wordt. Professor Chaos en Generaal Disarray saboteren het televisiescherm en vertellen dat ze de wereld gaan laten verdrinken. Daardoor ontstaat er paniek onder de mensen. Maar het plan van Chaos mislukt opnieuw. Chaos gaat met zijn laatste plan beginnen.
Cartman, Stan en Kyle zijn het eens geworden over wie hun nieuwe vriend wordt. Het wordt...
Ondertussen begint Professor Chaos' laatste plan door de ozonlaag te vernietigen. Dat doet hij door met heel veel graffiti te spuiten. Dan komt er een parodie op een cliffhanger: Zal het Professor Chaos lukken de aarde te vernietigen? Wie is gekozen om Kenny te vervangen? En wie is er in South Park vermoord, en zal zich nooit meer laten zien? Die vragen worden nu beantwoord:
Nee.
Tweek.
Mrs. Choksondik.